# مقياس الحرارة بالأشعة تحت الحمراء

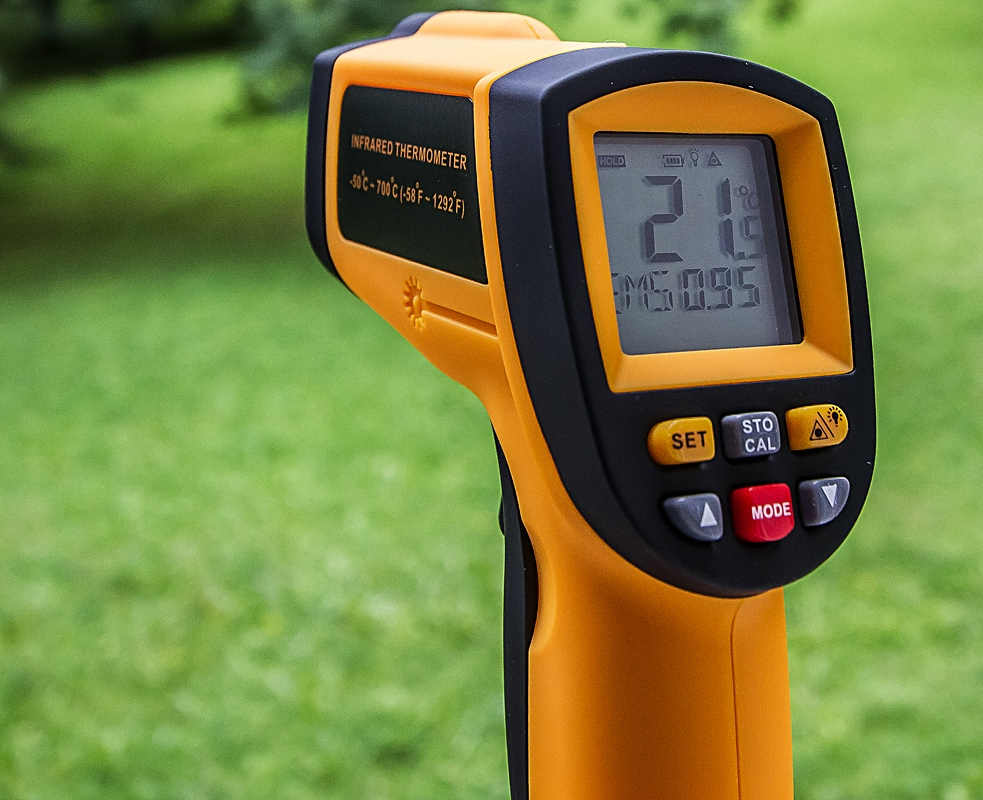
محرار الأشعة تحت الحمراء

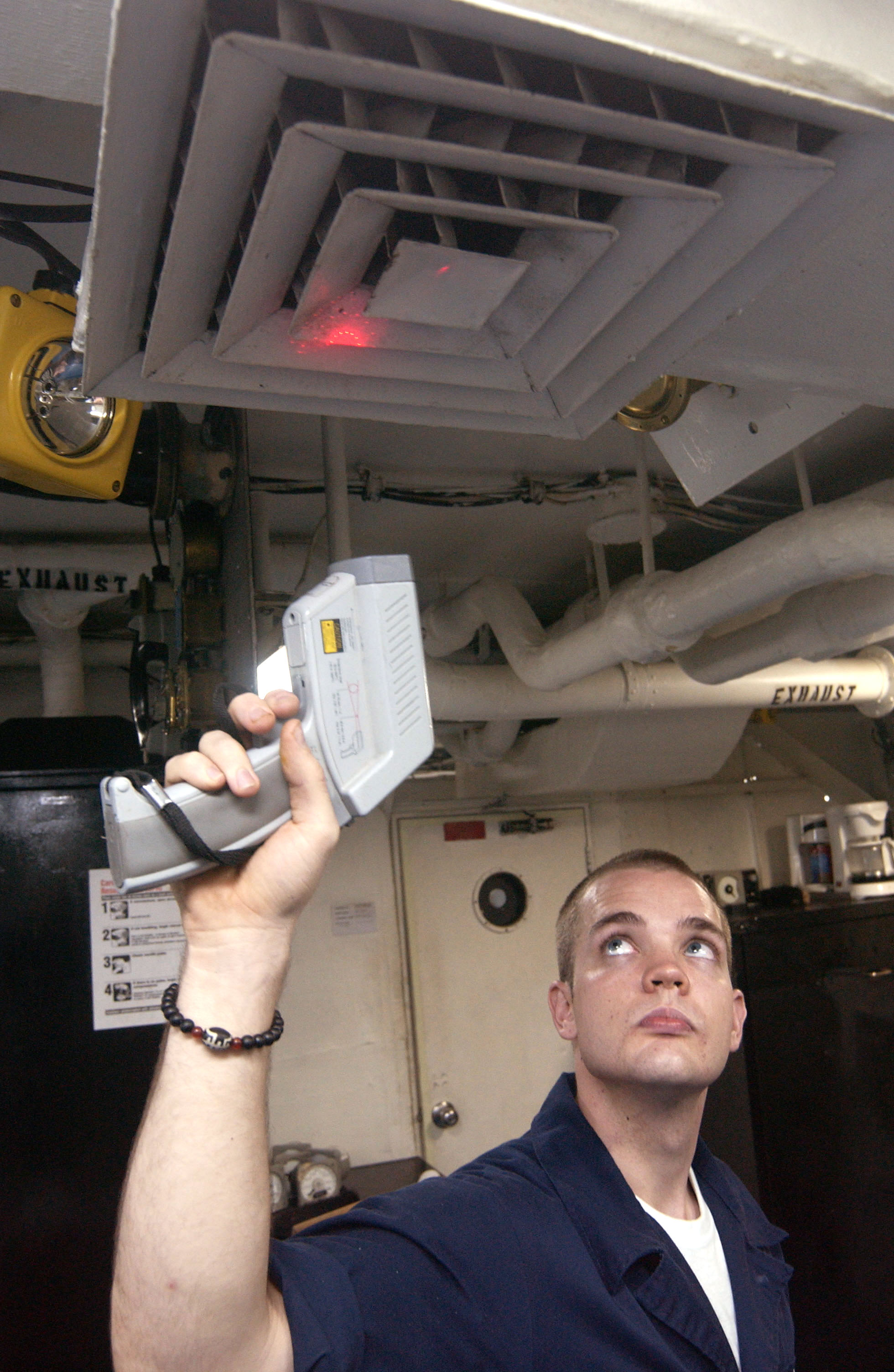
ملاح يفحص حرارة نظام تهوية

مقياس الحرارة بالأشعة تحت الحمراء  هو مقياس حرارة (محرار) يقوم بقياس الحرارة عبر جزء من الإشعاع الحراري الذي يدعى اشعاع الجسم الأسود والذي يشع عبر الجسم المُراد قياس درجة حرارته. تُسمى احياناً محارير الليزر إذا ما استخدم الليزر فيها لمساعدة المحرار أو مسدس درجة الحرارة، لوصف قدرة الجهاز على قياس الحرار عن بعد. من خلال معرفة مقدار الاشعة تحت الحمراء التي تشع من بعد.
يتكون المحرار من عدسة للتركيز على اشعاع الاشعة تحت الحمراء نحو الكاشف الذي يحول قدرة الإشعاع إلى إشارة كهربائية تعرض بوحدات قياس الحرارة. ويستخدم المحرار في الظروف حيث يكون المزدوج الحراري اوالحساسات الحرارية لا يمكن استخدامها أو لا تعطي قراءة صحيحة لاسباب عديدة.

## أمثلة على الاستخدام
إحدى الظروف المألوفة هي عندما يكون الجسم متحركاً؛ أو عندما تكون الاستجابة السريعة مطلوبة، أو عندما يكون التماس المباشر بين المحرار والجسم يسبب ضرراً للجسم و/أو المحرار.
من التطبيقات التي يفيد فيها محرار الاشعة تحت الحمراء:
- كشف الغيوم.
- فحص المعدات الميكانيكية أو الكهربائية.
- فحص حرارة المرضى في المستشفى دون لمسهم.[2]
- فحص حرارة الافران
- فحص حرارة البقع الحارة اثناء عمليات الإطفاء
- مراقبة الحرارة والبرودة في المواد.
- قياس الحرارة في البراكين
- فحص ارتفاع حرارة المسافرين عن بعد في حالات الاوبئة[3][4][5]

## الدقة
يمتاز محرار الاشعة تحت الحمراء بالدقة حيث مجال الخطأ هو درجتان بالسيليزية.

## أنواع محارير
أشهر أنواع محارير الاشعة تحت الحمراء:
- محرار تحت الحمراء النقطي: والذي يقيس بقعة على سطح (نقطة صغيرة محددة بنسبة المساحة - البعد). ومنها محارير الاشعة فوق الحمراء
- انظمة المسح تحت الحمراء: تمسح مساحات واسعة وتوجه نحو مرآة تدور. تستخدم في الناقلات الصناعية.
- كاميرات التصوير تحت الحمراء الحرارية: وتقيس الحرارة على عدة نقاط في مساحة واسعة لتكوين صورة ثنائية الابعاد تدعى الثيرموغرام أي التصوير الحراري.